# 京都賞
京都賞（きょうとしょう）は、1984年に稲盛和夫（京セラ株式会社創業者）設立による公益財団法人稲盛財団が創設した日本の国際賞である。

## 概要
1984年に創設され、翌1985年から顕彰が始まった。
毎年、「先端技術部門」「基礎科学部門」「思想・芸術部門」の3部門4授賞対象分野の専門領域において優れて顕著な功績を残した人物を讃え、京都賞メダル、ディプロマ（妙心寺管長が揮毫した賞状）および賞金1億円が贈られる。
同賞は毎年6月中旬に受賞者を発表、11月に京都賞授賞式他関連イベントを開催し、毎年11月10日に国立京都国際会館にて授賞式が行われる。翌3月には米国サンディエゴでKyoto Prize Symposiumが、5月には英国オックスフォード大学でKyoto Prize at Oxfordが開催され、受賞者は全ての行事に参加。第1回は1985年に開催され、3部門の受賞者のほかにノーベル財団へも京都賞創設記念特別賞が授与された。
京都賞を受賞後にノーベル賞を受賞する人物も増えており、2025年現在10名の受賞者が後にノーベル賞を受賞している。ノーベル財団が審査選考を外部に委託するのとは一線を画し、全ての審査（3審制）を稲盛財団が行っていることも特徴的である。
京都賞を運営する稲盛財団は、名誉総裁に高円宮妃久子が、理事に野依良治、山中伸弥、本庶佑などノーベル賞受賞者の他、榊裕之、巌佐庸、梶山千里、鷲田清一、中西重忠など世界を代表する研究者、特別顧問に京都大学総長、大阪大学総長、京都府知事、京都市長が名を連ねる。